# Мославачке бригаде НОВЈ
Током Народноослободилачке борбе народа Југославије, од 1941. до 1945. године у оквиру Народноослободилачке војске Југуославије формирано је укупно четири бригаде на подручју Мославине, које су три носиле назив мославачке.

## Списак мославачких бригада
| назив                                                              | датум формирања     | место формирања             | одликовања |
| ------------------------------------------------------------------ | ------------------- | --------------------------- | ---------- |
| Друга (мославачка) бригада Друге оперативне зоне НОВ и ПО Хрватске | 21. септембар 1943. | шума Гарић, Мославачка гора |            |
| Прва (мославачка) бригада 33. дивизије НОВЈ                        | 19. јануар 1944.    | Мославина                   | ОНО и ОБЈ  |
| Друга (мославачка) бригада 33. дивизије НОВЈ                       | 19. јануар 1944.    | Мославина                   | ОЗН        |
| Трећа (мославачка) бригада 33. дивизије НОВЈ „Никола Демоња”       | 25. септембар 1944. | Поповац, код Гарешнице      | ОЗН        |